# 투이말레알리파노 발레토아 수알라우비 2세

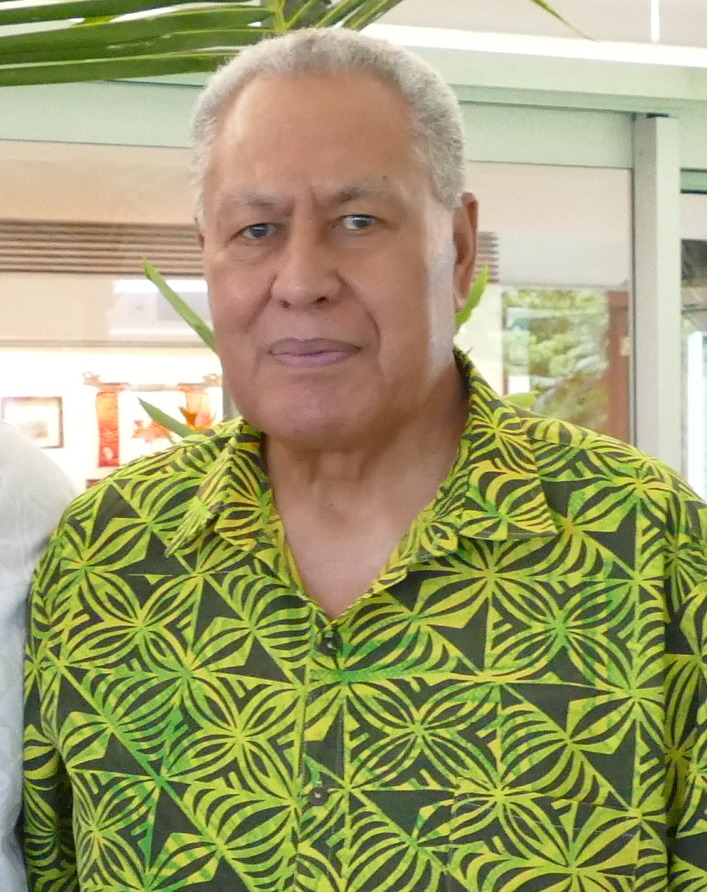
2018년 모습

투이말레알리파노 발레토아 수알라우비 2세(Afioga Tuimaleali'ifano Va'aleto'a Eti Sualauvi II, 1947년 4월 29일 출생)는 사모아의 정치인으로, 현재 사모아의 오 레 아오 오 레 말로(국가 원수)로 2017년부터 재직하고 있다.
사투푸아(Sā Tupua) 왕조의 생도 가문이자 사모아의 4대 직위 중 하나인 투이말레알리이파노(Tuimaleali'ifano) 가문의 일원이다.